# Фрай, Гарри
Гарри Бриттен Фрай (англ. Harry Brittain Fry; 13 сентября 1905, Дандас, Онтарио — 1985, Дандас, Онтарио) — канадский гребец, выступавший за сборную Канады по академической гребле в 1930-х годах. Бронзовый призёр летних Олимпийских игр в Лос-Анджелесе, обладатель бронзовой медали Игр Британской империи в Гамильтоне, победитель многих региональных соревнований в составе гамильтонского лодочного клуба «Леандер».

## Биография
Гарри Фрай родился 13 сентября 1905 года в поселении Дандас недалеко от Гамильтона провинции Онтарио, Канада.
Занимался академической греблей в гамильтонском лодочном клубе «Леандер», в составе которого неоднократно становился победителем и призёром различных соревнований регионального значения.
Первого серьёзного успеха на международном уровне добился в сезоне 1930 года, когда вошёл в основной состав канадской национальной сборной и выступил на домашних Играх Британской империи в Гамильтоне, где стал бронзовым призёром в восьмёрках — уступил здесь только экипажам из Англии и Новой Зеландии.
Наивысшего успеха как спортсмен добился в 1932 году, когда со своим клубом выиграл Королевскую канадскую регату Хенли и благодаря череде удачных выступлений удостоился права защищать честь страны на летних Олимпийских играх в Лос-Анджелесе. В программе распашных рулевых восьмёрок вместе с гребцами Эрлом Иствудом, Джозефом Харрисом, Стэнли Станьяром, Седриком Лидделлом, Уильямом Тобурном, Доном Боалом, Альбертом Тейлором и рулевым Лесом Макдональдом занял второе место в предварительном квалификационном заезде, уступив более четырёх секунд экипажу Соединённых Штатов, собранному из студентов Калифорнийского университета в Беркли, и не смог отобраться в финал напрямую. Тем не менее, в дополнительном отборочном заезде одержал убедительную победу, опередив команды из Германии и Японии — тем самым всё же вышел в финальную стадию соревнований. В решающем финальном заезде безоговорочными лидерами стали американцы и итальянцы, завоевавшие золотые и серебряные медали соответственно, тогда как канадцы в напряжённой борьбе за третье место всего на 0,4 секунды опередили титулованных гребцов из Великобритании, победителей нескольких последних Королевских регат Хенли. Гарри Фрай, таким образом, вместе со своей командой стал обладателем бронзовой олимпийской медали.
После лос-анджелесской Олимпиады Фрай ещё в течение четырёх лет оставался действующим спортсменом и вплоть до 1936 года продолжал неизменно выигрывать Королевскую канадскую регату Хенли. Кроме того, он выступил в восьмёрках на Олимпийских играх в Берлине — на сей раз попасть в число призёров не смог, остановившись уже на предварительном этапе.
Впоследствии занимал должность президента гамильтонского лодочного клуба «Леандер».
Умер в 1985 году в Дандасе.